# 小原章裕
小原 章裕（おはら あきひろ、1958年 - ）は、日本の農学者。学位は、学術博士（神戸大学）。名城大学学長。

## 経歴
兵庫県姫路市出身。兵庫県立姫路西高等学校を経て、1982年3月名城大学農学部農芸化学科卒業。1984年3月神戸大学大学院農学研究科農芸化学専攻修士課程修了、1987年3月同大学大学院自然科学研究科資源生物科学専攻博士課程修了。1987年大阪青山短期大学専任講師、1994年兵庫女子短期大学助教授などを経て、1998年名城大学農学部農芸化学科助教授。2007年同大学農学部応用生物化学科准教授、2008年同大学農学部応用生物化学科および同大学大学院農学研究科修士課程教授。以降、同大学農学部協議員、農学部長、農学研究科長などを歴任し、2019年4月より学長。専門は食品科学。　

## 参考サイト
- [出典無効]
- 名城大学: